# Gomené
 Gomené  (en bretón Gouvene) es una población y comuna francesa, situada en la región de Bretaña, departamento de Côtes-d'Armor, en el distrito de Dinan y cantón de Merdrignac.

## Demografía
| 841 | 718 | 647 | 596 | 535 | 539 |
| Para los censos de 1962 a 1999 la población legal corresponde a la población sin duplicidades (Fuente: INSEE [Consultar]) |     |     |     |     |     |